# Josh Brecheen
Joshua Chad Brecheen, detto Josh (Ada, 19 giugno 1979), è un politico statunitense, membro della Camera dei Rappresentanti per lo stato dell'Oklahoma dal 2023.

## Biografia
Nato in una famiglia di origini Choctaw, Brecheen frequentò la Southeastern Oklahoma State University e l'Università statale dell'Oklahoma - Stillwater, dove conseguì la laurea in scienze animali. Lavorò come collaboratore del politico Tom Coburn e si dedicò ad un'attività di scrittura di discorsi motivazionali, la Brecheen Keynotes and Seminars.
Membro del Partito Repubblicano, nel 2010 fu eletto all'interno del Senato dell'Oklahoma, sconfiggendo il democratico in carica da otto anni. Durante gli otto anni di permanenza nell'assemblea, Brecheen presentò alcuni controversi disegni di legge, tra cui quello per abrogare l’Oklahoma's Pet Breeders Act, che richiedeva agli allevatori di fornire ai loro animali cure veterinarie, cibo e acqua minimi. Introdusse inoltre un'altra proposta per abrogare l’Art in Public Places, che forniva finanziamenti a progetti di arte pubblica nello stato. Fu inoltre firmatario di un disegno di legge che prevedeva l'insegnamento nelle scuole pubbliche del dibattito tra creazionismo ed evoluzionismo; per le sue posizioni anti-evoluzioniste fu fortemente criticato dal National Center for Science Education.
Nel 2022, Brecheen si candidò alla Camera dei Rappresentanti, per il seggio lasciato da Markwayne Mullin, candidatosi al Senato. Durante la campagna elettorale promise di votare contro qualsiasi legge che avesse previsto un aumento delle imposte o una spesa pubblica superflua; sostenne, inoltre, di essere un sostenitore della "verità biblica" affermando "Abbiamo una cultura iper-sessualizzata che guarda alle virtù di Hollywood invece che a quelle della Bibbia. E quindi sono una persona che si basa sulla verità biblica". Nelle primarie repubblicane avanzò al ballottaggio con Avery Frix, riuscendo poi a sconfiggerlo. Vinse anche le elezioni generali, divenendo deputato.
Nel 2023 presentò il Patriotism Not Pride Act che puntava a vietare l'uso di fondi federali per gli eventi del Pride Month e a proibire alle agenzie federali di esporre la bandiera arcobaleno. Si espresse inoltre a favore della depenalizzazione dei combattimenti tra galli.